# Eugen Coubillier

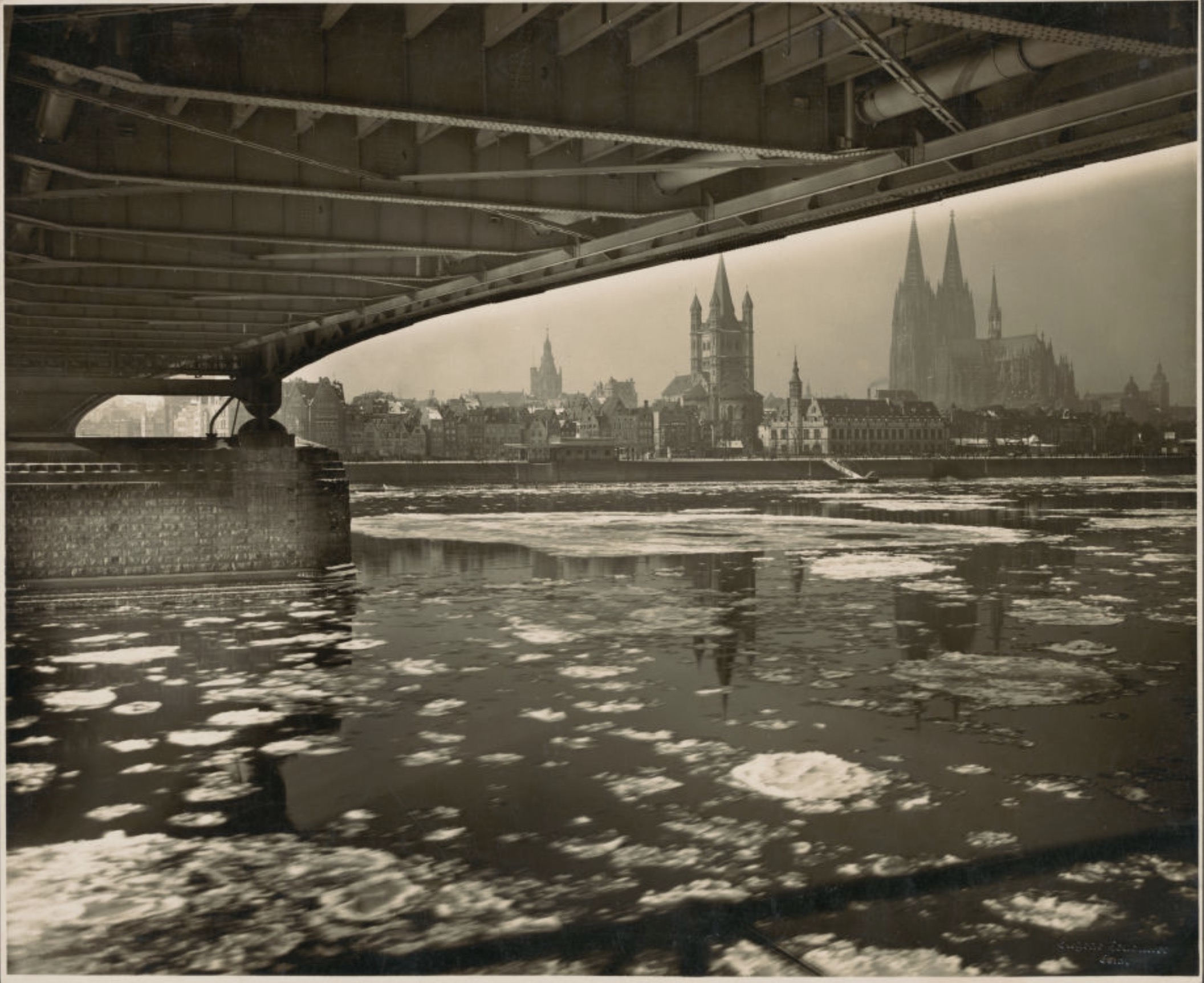
Eugen Coubillier: Köln (Rheinpanorama), Altstadt von unter der Hindenburgbrücke aus gesehen (1910er Jahre)

Eugen Coubillier (* 13. November 1873 in Vaucouleurs, Lothringen, Frankreich; † 21. August 1947 in Köln) war ein deutscher Fotograf, der durch seine Arbeiten in Köln zwischen 1906 und 1943 bekannt wurde.

## Leben
Eugen Coubillier war der Bruder des Bildhauers Friedrich Coubillier, auch bekannt als Fritz Coubillier oder Frédéric Coubillier (* 1. November 1869 in Longeville-lès-Metz, Lothringen; † 17. März 1953 in Düsseldorf). Eugen Coubillier absolvierte eine Lehre bei Carl Scholz in Köln-Deutz und ließ sich 1906 als Porträtfotograf am Hohenstaufenring in Köln nieder. Nach 1920 war er als Porträt- und Architekturfotograf tätig und veröffentlichte zahlreiche Publikationen. 1930 war er Mitbegründer der fortschrittlichen Vereinigung Kölner Fachfotografen. Eugen Coubilliers etablierte sich als bedeutender Kölner Stadt-, Architektur- und Gesellschaftsfotograf. Seine Fotografien zeichnen sich durch präzise Architekturdarstellungen, einfühlsame Porträts und stimmungsvolle Stadtansichten aus. Er arbeitete sowohl im Stil der Kunstfotografie des 19. Jahrhunderts als auch im Stil der Neuen Sachlichkeit. Einer seiner Lehrlinge war Hubs Flöter. Um 1946 übergab er sein Atelier an Leopold Wurm, der es 1966 an Marlene Querbach weitergab. Das letzte Atelier befand sich in Köln-Ehrenfeld.
Coubillier starb 1947 im Alter von 73 Jahren in seiner Wohnung in Köln-Ehrenfeld. Er war verwitwet von Elisabeth Coubillier geb. Bursch (1886–1921), die er 1906 in Köln geheiratet hatte. Die Familiengrabstätte befindet sich auf dem Kölner Westfriedhof.
Wolfgang Vollmers Recherche zur Biografie und seine umfangreiche Sammlung von Coubillier-Fotografien bilden die Basis der Wiederentdeckung des Fotografen. Eugen Coubilliers Werke wurden in zahlreichen zeitgenössischen Publikationen veröffentlicht und sind heute in verschiedenen Sammlungen vertreten, darunter die Theaterwissenschaftliche Sammlung Schloss Wahn der Universität zu Köln, das Kölnische Stadtmuseum und die Albertina in Wien. Einige seiner Fotografien sind im Greven Archiv Digital zu sehen.

## Werk
Das Werk von Eugen Coubillier umfasst eine Vielzahl von Stadt- und Architekturaufnahmen, die das Köln der ersten Hälfte des 20. Jahrhunderts dokumentieren Seine frühen Arbeiten wurden häufig als Edeldrucke ausgeführt, während seine späteren Fotografien den klaren und sachlichen Stil der Neuen Sachlichkeit widerspiegeln. Neben Architekturaufnahmen entstanden auch Porträts und Gesellschaftsbilder, wobei Kinderporträts zu seinen Schwerpunkten zählten.

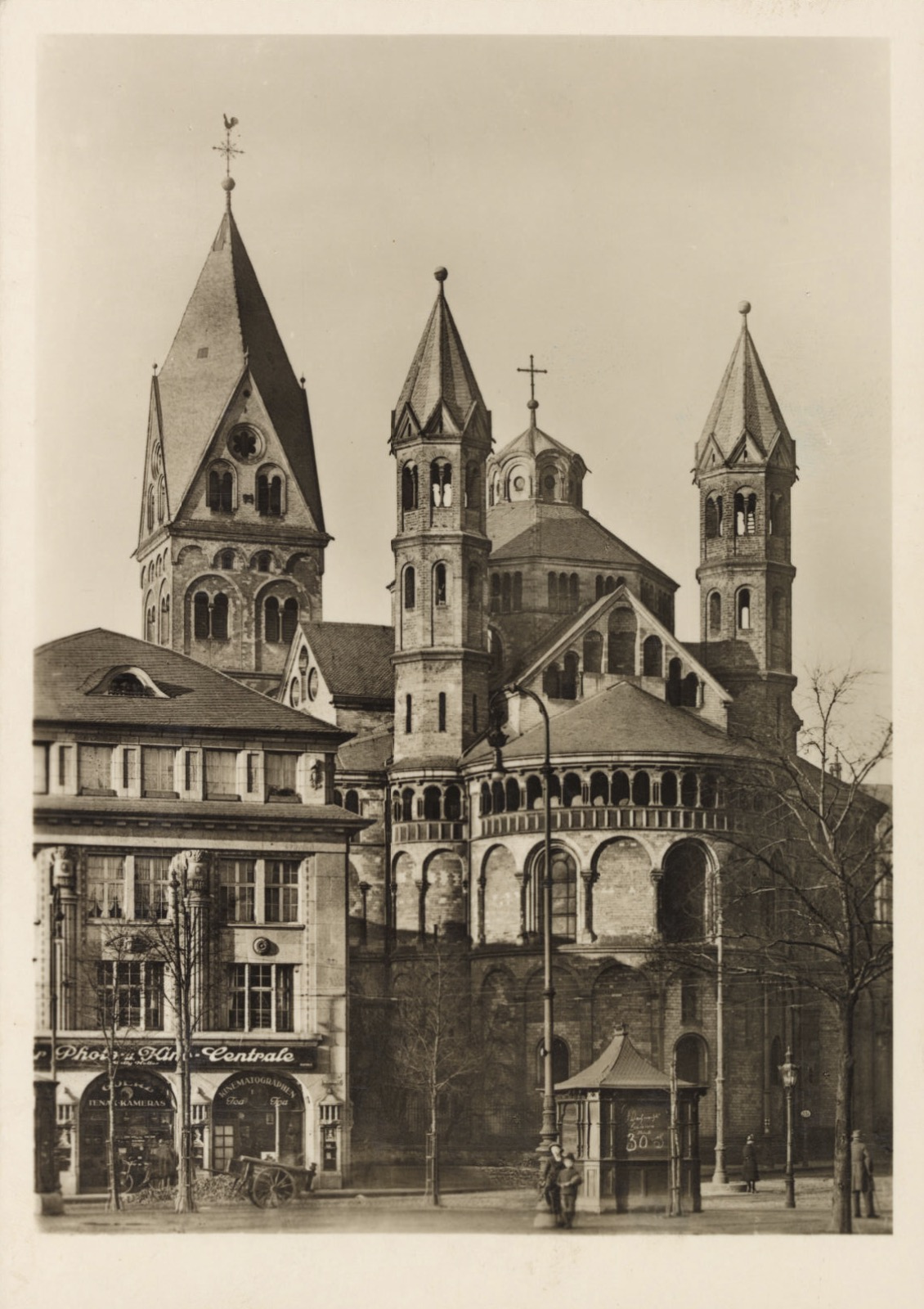
St. Aposteln, Köln. Außenansicht von Osten
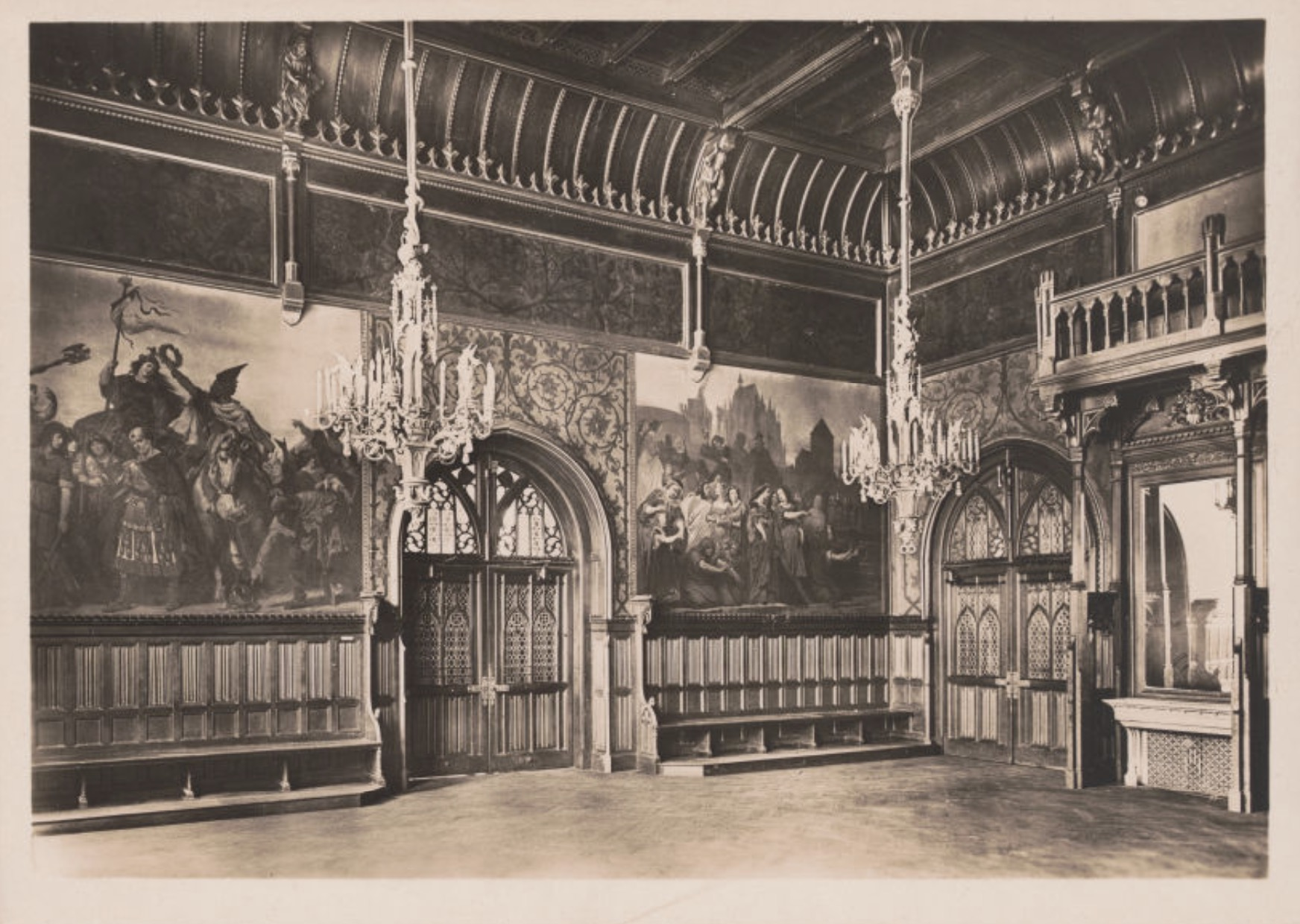
Der Isabellensaal im Gürzenich.
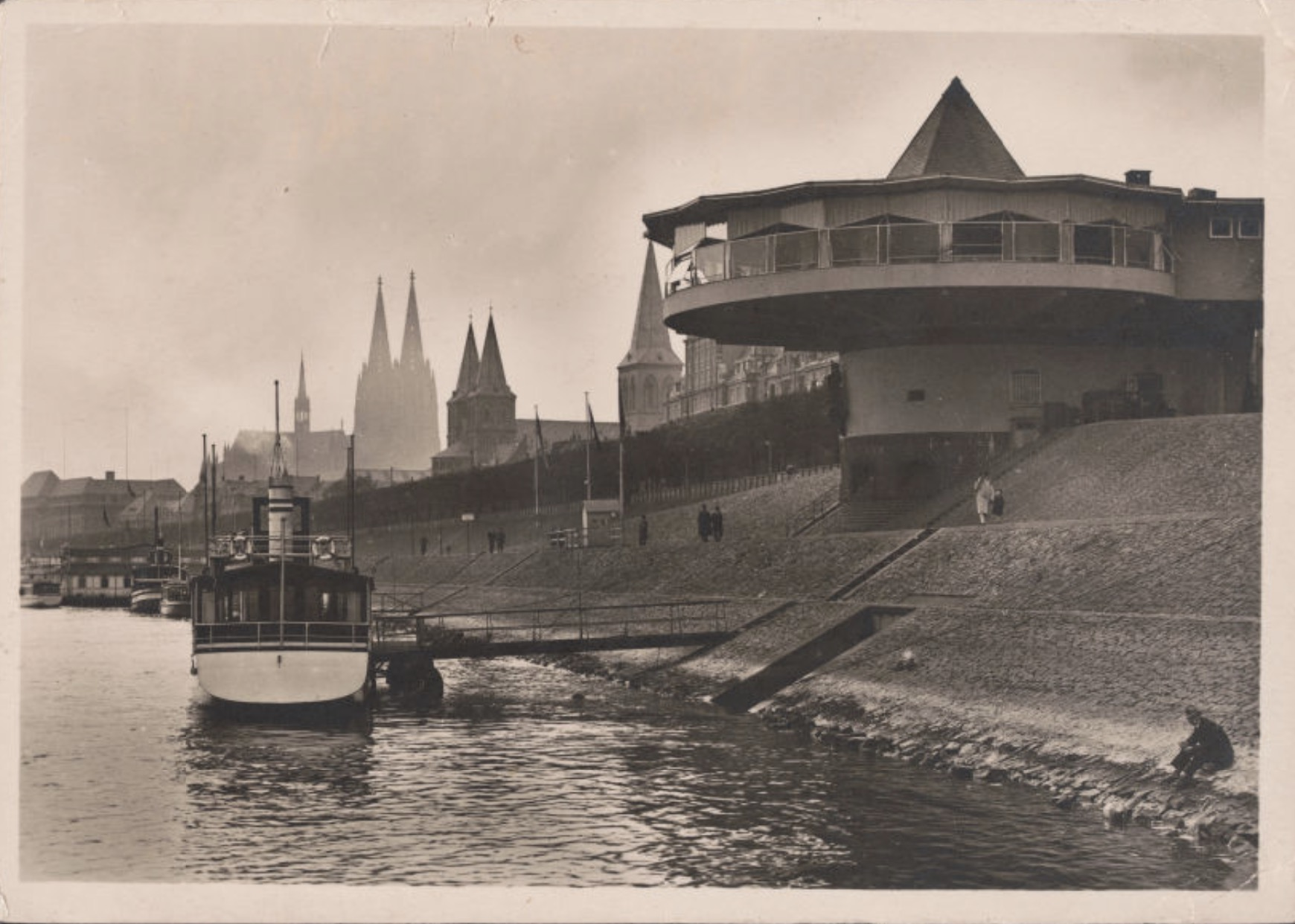
Rheinpromenade Köln. Blick auf die Bastei. Im Hintergrund St. Kunibert und Kölner Dom
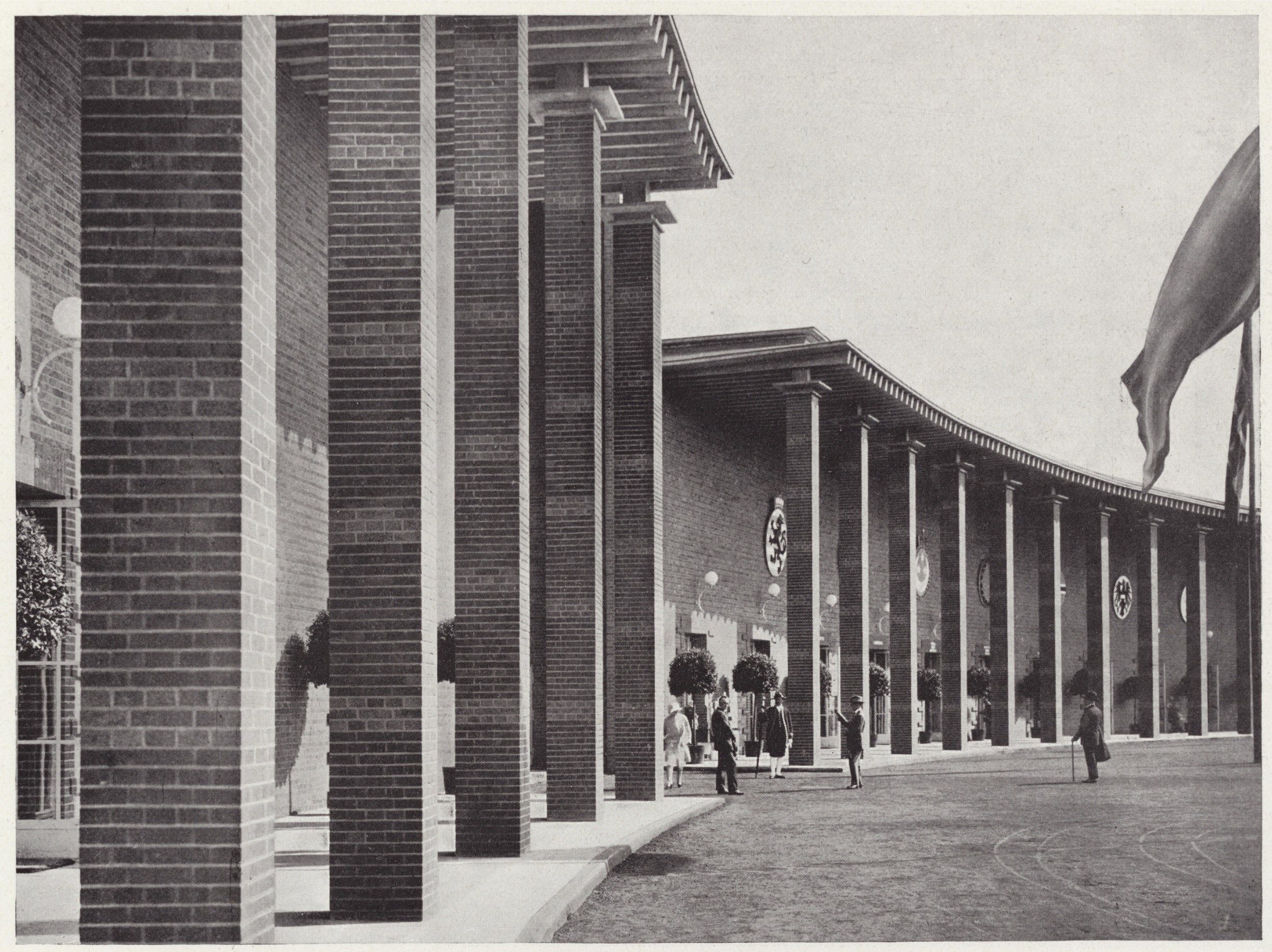
Die ehemaligen Rheinhallen in Köln um den Platz, auf dem sich heute der Tanzbrunnen befindet
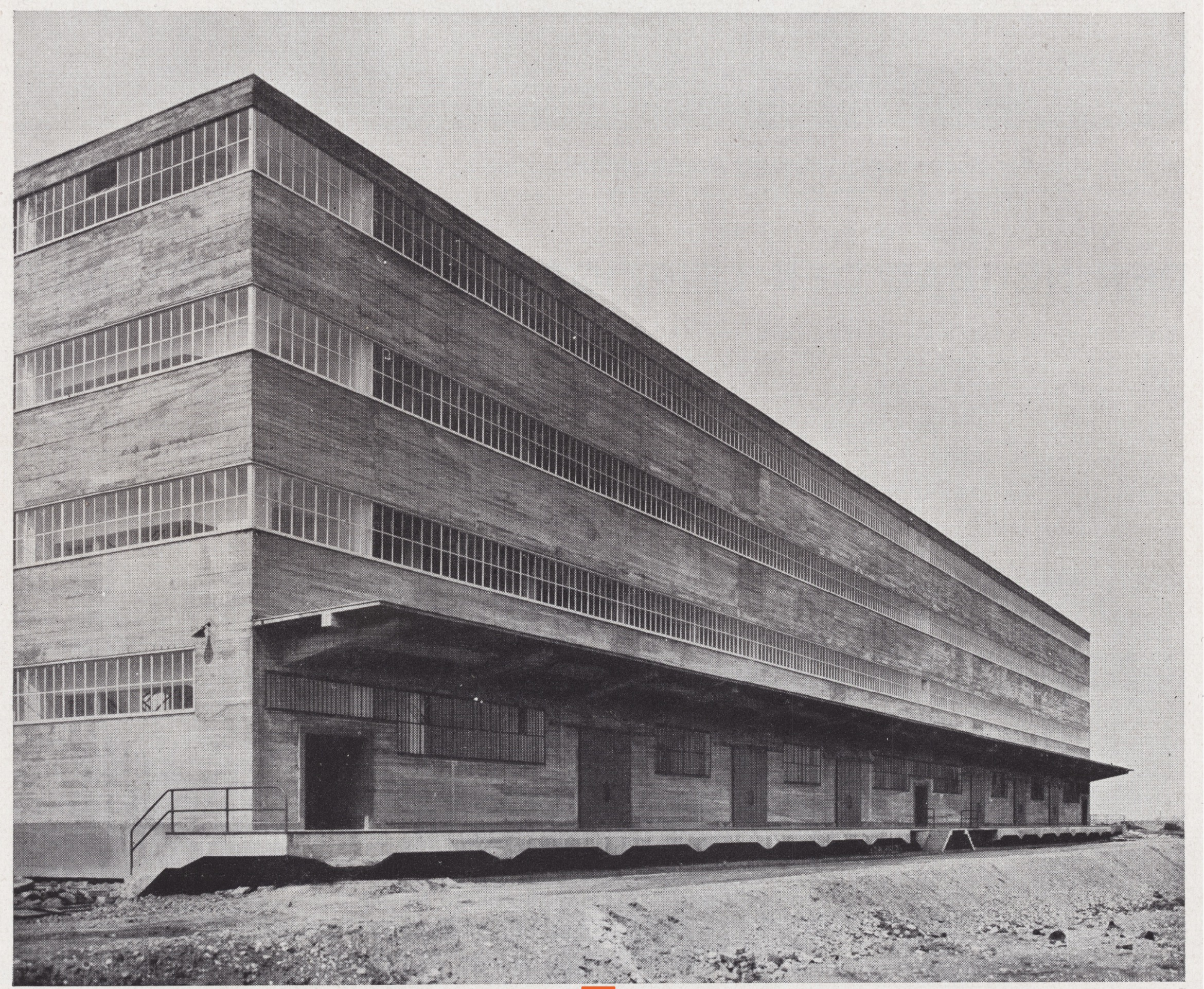
Gebäude der ersten Müllverbrennungsanlage in Köln, die von 1928 bis 1939 in Betrieb war
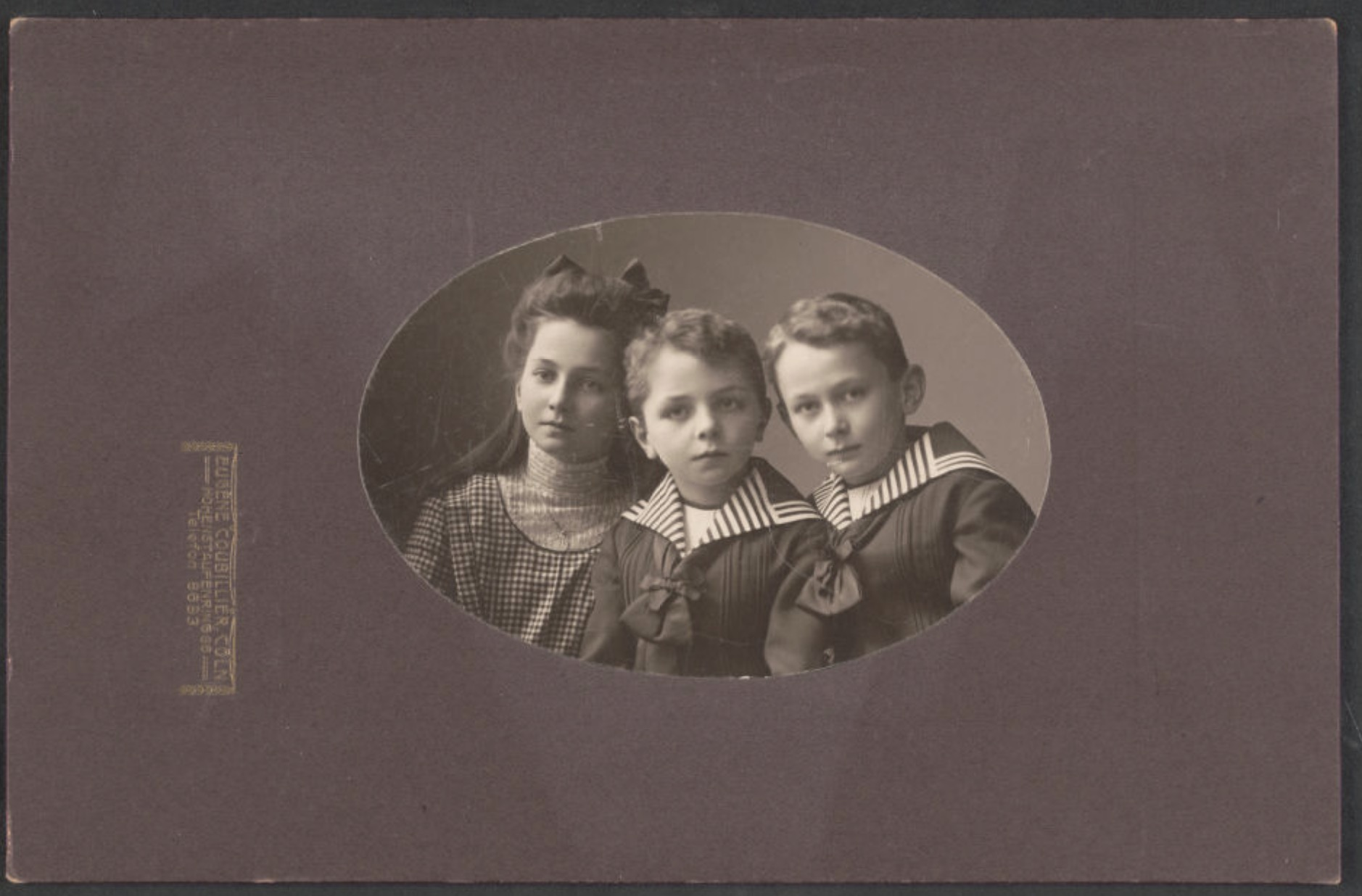
Porträtaufnahme dreier Kinder